# Мирзоян, Темур Рустамович
Темур Рустамович Мирзоян (27 февраля 1979, Тбилиси, Грузия, СССР) — российский спортсмен, специализировавшийся на карате в весовой категории 60 кг. Мастер спорта России международного класса. Чемпион России по каратэ 2002 года, двукратный победитель Кубка России по по каратэ, победитель Всемирных игр среди полицейских и пожарных по каратэ, победитель и призер стилевых Чемпионатов  Мира и Европы.

## Спортивная карьера
Спортивную карьеру начал в Тбилиси под руководством тренеров Автандила Чумбуридзе и Демури Куратишвили в 1991 году. В 1996 после переезда в Екатеринбург продолжил занятия в Спортивной школе «Динамо» по единоборствам под руководством тренера Сергея Казанцева.
В 2000 году в Туле стал победителем Кубка России по каратэ среди мужчин в весовой категории 60 кг. В 2001 году в Индианаполисе становился победителем Всемирных игр среди полицейских и пожарных в весовой категории 65 кг. В 2001 году стал победителем Чемпионата Европы по Годзю-рю карате в весовой категории 60 кг, а также занял второе место в Чемпионате Мира по Вадо-кай карате.
В 2006 году в Токио вошел в команду на Международном турнире по карате Дзесинмон. В финале одержал победу над японцем, в результате чего команда России стала победителем. В 2006 году стал призером Чемпионата МВД России по рукопашному бою и завершил спортивную карьеру.
С 2018 по 2019 годы был главным тренером Свердловской области по каратэ WKF.

## Достижения

###### WKF
- Кубок России по карате среди кадетов и юниоров 1999 — ;
- Кубок России по карате 2000 — ;
- Чемпионат России по карате 2002 — ;
- Кубок России по карате 2002 — .

###### Стилевые чемпионаты
- Чемпионат Европы Годзю-рю 2001 — ;
- Чемпионат Мира Вадо-кай  2003 — .

###### Другое
- Всемирные игры среди полицейских и пожарных 1999 — ;
- Всемирные игры среди полицейских и пожарных  2001 — ;
- Всемирные игры среди полицейских и пожарных 2006 —  (команда).

## Личная жизнь
В 1996 году окончил школу №105 в Тбилиси. В 2003 году окончил Уральский Юридический Институт МВД РФ в звании лейтенант милиции. Во время учебы в 2001 году был награжден в Москве благодарностью от министра внутренних дел РФ Бориса Грызлова и памятной медалью спортивной федерации работников милиции России.
Выпускник Российского Международного Олимпийского Университета и стипендиат Фонда поддержки олимпийцев России.
Женат, воспитывает двоих детей.